# عزیز تافر
عزیز تافر (انگلیسی: Aziz Tafer؛ زادهٔ ۱۷ ژوئن ۱۹۸۴) بازیکن فوتبال اهل الجزایر است.
از باشگاه‌هایی که در آن بازی کرده‌است می‌توان به باشگاه فوتبال نورشوپینگ، باشگاه فوتبال قسنطینه، و باشگاه فوتبال وفاق سطیف اشاره کرد.